# Sydney Freeland

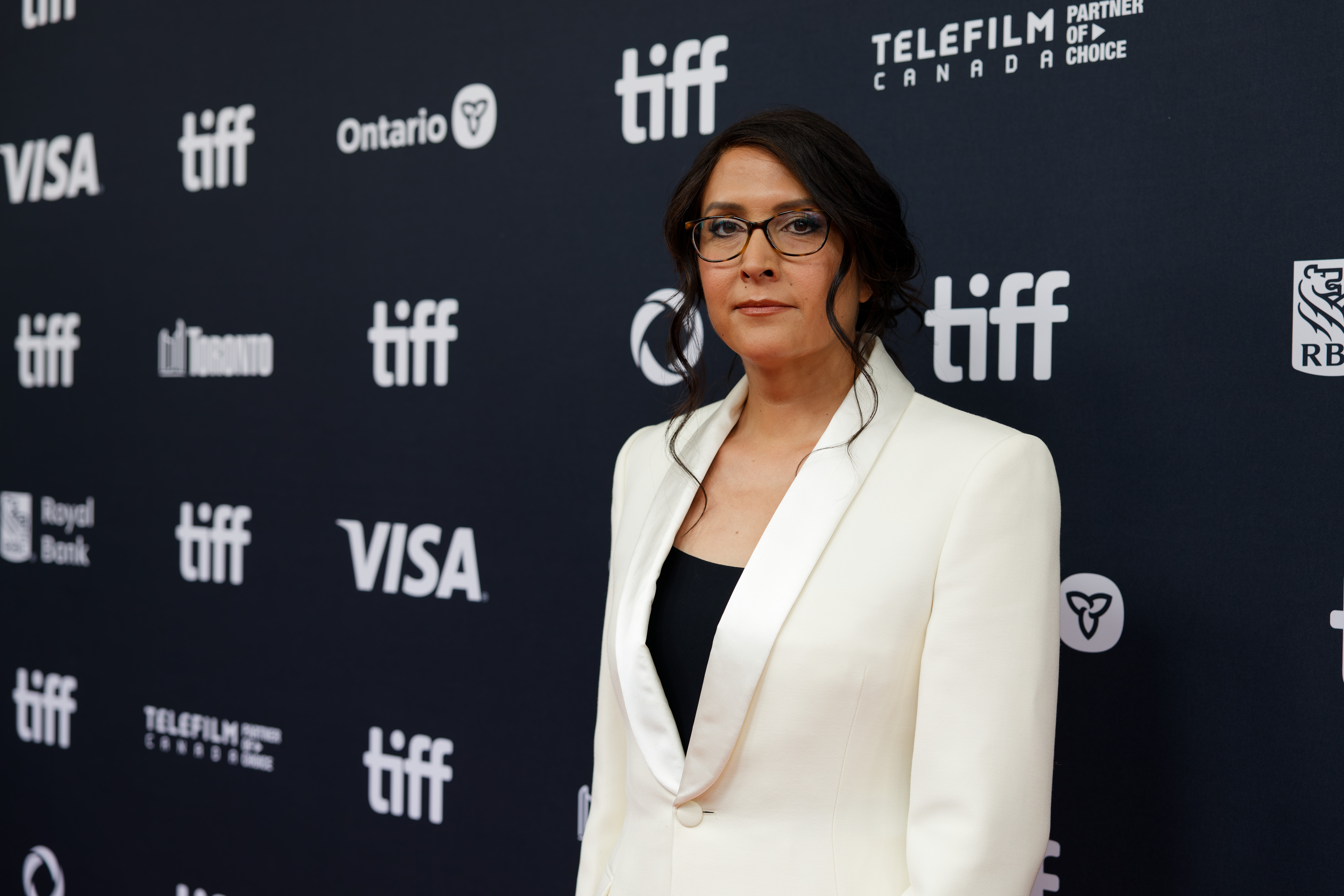
Sydney Freeland auf dem Toronto International Film Festival 2024

Sydney Freeland (geboren 10. Oktober 1980 in Gallup, New Mexico) ist eine US-amerikanische Filmregisseurin und Drehbuchautorin. Sie wurde vor allem durch ihren ersten Spielfilm Drunktown’s Finest bekannt, der im Programm mehrerer renommierter US-amerikanischer Filmfestivals war und in ihrer Geburtsstadt spielt.

## Leben
Freeland wurde in Gallup im US-Bundesstaat New Mexico als Kind eines Angehörigen der Navajo und einer schottischen Mutter geboren. Sie wuchs in einem Navajo-Reservat der Stadt auf und studierte an der Academy of Art University in San Francisco, die sie mit einem Master in Filmwissenschaften und einem Bachelor in Computeranimation abschloss. 2004 erhielt sie zudem ein Stipendium des Fulbright-Programm, ihre Stipendien-Arbeit war eine Feldstudie zur Lage von Ureinwohnern in Ecuador. Ungefähr zur selben Zeit begann Freeland mit einer geschlechtsangleichenden Maßnahme. 2007 erhielt sie erneut ein Stipendium, die Disney Scholarship für Studenten, die ein Praktikum in einem Walt Disney World Resort ermöglicht, und war im Folgejahr eine Halbfinalistin für eine Disney Fellowship für junge Drehbuchautoren. 2009 wurde ihr schließlich auch ein Stipendium des Sundance Institute überreicht, in dessen Native Lab junge Filmemacher mit indigenen Wurzeln gefördert werden.

## Karriere
Am Anfang ihrer Laufbahn war Freeland als Produktions- und Kamera-Assistentin sowie Drehbuchautorin tätig. Sie arbeitete in diesen Bereichen unter anderem für die Fernsehsender Comedy Central, Disney Channel, Food Network und National Geographic. 2012 finanzierte sie per Kickstarter-Kampagne ihren sechs Minuten langen, von Zurück in die Zukunft II inspirierten Kurzfilm Hoverboard. Zwei Jahre später führte sie Regie bei ihrem ersten Spielfilm Drunktown’s Finest, dessen Drehbuch sie auch schrieb. Der Coming-of-Age-Film handelt von drei jungen Personen, die davon träumen, dem harten Alltag eines Indianer-Reservats zu entfliehen und sich mit ihrer persönlichen Identität auseinandersetzen. Der Titel leitet sich von einem in der Öffentlichkeit kontrovers aufgenommenen Segment der ABC-Nachrichtensendung 20/20 ab, in dem Freelands Heimatstadt Gallup aufgrund einer hohen Alkoholismusquote als Drunktown, USA bezeichnet wurde. Laut Freeland wollte sie mit ihrem Film negative Stereotype ihrer Heimat-Gemeinschaft bekämpfen. Drunktown’s Finest wurde nach seiner Premiere auf dem Sundance Film Festival 2014 von Kritikern positiv aufgenommen und war auf weiteren Filmfestival zu sehen, unter anderem beim Heartland Filmfestival und dem Outfest.
2016 setzte Freeland, die selber trans ist, die sechs Folgen der Webserie Her Story in Szene, in der es um den persönlichen und beruflichen Alltag zweier von Jen Richards und Angelica Ross verkörperten trans Frauen aus Los Angeles geht. Im Folgejahr führte Freeland Regie bei der Krimi-Dramedy Deidra und Laney – Diebstahl auf Schienen mit Ashleigh Murray in der Hauptrolle. Sie handelt von zwei Schwestern, die durch das Ausrauben von Zügen die Kaution ihrer Mutter bezahlen wollen, um so eine Obhutnahme in Pflegefamilien zu verhindern. Die Produktion feierte ihre Uraufführung auf dem Sundance Film Festival 2017, wo Freeland für den Publikumspreis Best of Next! nominiert war.

## Filmografie (Auswahl)
- 2008: The Migration (Kurzfilm)
- 2012: Hoverboard (Kurzfilm, auch Drehbuch und Produktion)
- 2014: Drunktown’s Finest (auch Drehbuch)
- 2016: Her Story (Webserie, 6 Episoden)
- 2017: Deidra und Laney – Diebstahl auf Schienen (Deidra & Laney Rob a Train)
- 2018–2019: Grey’s Anatomy (Fernsehserie, 2 Episoden)
- 2019: Station 19 (Fernsehserie, Episode 2x9)
- 2019: Stadtgeschichten (Tales of the City, Fernsehserie, Episode 1x9)
- 2019: Fear the Walking Dead (Fernsehserie, Episode 5x14)
- 2020: Nancy Drew (Fernsehserie, Episode 1x10)
- 2020: The Walking Dead: World Beyond (Fernsehserie, Episode 1x9)
- 2020: The Wilds (Fernsehserie, Episode 1x9)
- 2021: Reservation Dogs (Fernsehserie, zwei Episoden, auch Drehbuch sieben Episoden)
- 2022: Star Trek: Strange New Worlds (Fernsehserie, Episode 1x7)
- 2024: Echo (Miniserie, vier Episoden)
- 2024: Rez Ball (Spielfilm)

## Auszeichnungen und Nominierungen (Auswahl)
Heartland Filmfestival
- Heartland Filmfestival 2014

- Nominierung für den Besten Spielfilm, für Drunktown’s Finest

Outfest
- Outfest 2014

- Auszeichnung mit dem Großen Preis der Jury in der Kategorie US-amerikanischer Spielfilm, für Drunktown’s Finest (zusammen mit Chad Burris und Mateo Frazier)
- Auszeichnung mit dem Publikumspreis in der Kategorie US-amerikanischer Debütfilm, für Drunktown’s Finest (zusammen mit Chad Burris und Mateo Frazier)

Sundance Film Festival
- Sundance Film Festival 2014

- Nominierung für den Publikumspreis in der Kategorie Best of Next!, für Drunktown’s Finest

- Sundance Film Festival 2017

- Nominierung für den Publikumspreis in der Kategorie Best of Next!, für Deidra und Laney – Diebstahl auf Schienen

Writers Guild of America Awards
- Writers Guild of America Awards 2022

- Nominierung in der Kategorie Beste neue Serie, für Reservation Dogs (zusammen mit Tazbah Chavez, Sterlin Harjo, Migizi Pensoneau, Tommy Pico, Taika Waititi und Bobby Wilson)